# Ernest Greenwood

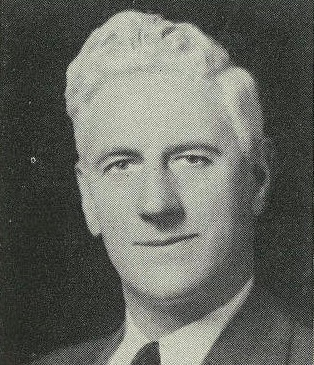
Ernest Greenwood

Ernest Greenwood (* 25. November 1884 in Yorkshire, Großbritannien; † 15. Juni 1955 in Bay Shore, New York) war ein US-amerikanischer Politiker. Zwischen 1951 und 1953 vertrat er den Bundesstaat New York im US-Repräsentantenhaus.

## Werdegang
Ernest Greenwood besuchte öffentliche Schulen in Halifax und das Evening Technical Institute and College. Danach arbeitete er in den Jahren 1905 und 1906 in Sheffield sowie zwischen 1907 und 1910 in Halifax für verschiedene Ingenieurbüros. Im letzten Jahr wanderte er in die Vereinigten Staaten ein, wo er zwischen 1910 und 1914 für General Electric in Schenectady tätig war. Er besuchte das City College of New York und die Columbia University. Dann unterrichtete er zwischen 1914 und 1916 an öffentlichen Schulen in Schenectady sowie zwischen 1916 und 1920 an der Islip High School. Während des Ersten Weltkriegs saß er außerdem in der Kommission, welche für die Erfassung und Inventur der Militärressourcen verantwortlich war. Danach arbeitete er als Supervisor für den Bundesausschuss für Berufsbildung. Anschließend war er zwischen 1922 und 1927 als Rektor und dann zwischen 1927 und 1946 als Schulleiter an der Dwight School for Boys und der New York Preparatory School for Adults tätig. Danach hatte er zwischen 1946 und 1955 den Vorsitz in deren Kuratorium. Während dieser Zeit hielt er mehrere Ämter. In den Jahren 1947 und 1948 war er Vorsitzender in der Planungskommission des Bildungsausschusses in Bay Shore. Danach war er zwischen 1947 und 1950 als Schatzmeister tätig. Darüber hinaus kandidierte er 1949 erfolglos als Republikaner um einen Sitz im Bezirksrat von Suffolk County. Bei den folgenden Kongresswahlen des Jahres 1950 wurde Greenwood als Demokrat im ersten Wahlbezirk von New York in das US-Repräsentantenhaus in Washington, D.C. gewählt, wo er am 4. März 1951 die Nachfolge von William K. Macy antrat. Allerdings erlitt er bei seiner Wiederwahlkandidatur im Jahr 1952 eine Niederlage und schied nach dem 3. März 1953 aus dem Kongress aus. Die Kandidatur im Jahr 1954 war auch erfolglos. Er verstarb am 15. Juni 1955 in Bay Shore und wurde dann auf dem Oakwood Cemetery beigesetzt.